# Фарман F.300
Фарман серије F.300 је француски тромоторни транспортни авион, висококрилац за 8 путника. Производила га је Фабрика авиона Фарман, у току 1930. и 1931. године, у серији од 22 примерка, у 8 варијанти.

## Развој
Пројекат и прототипски развој, завршени су 1929. године, а први лет је обављен 13. јануара 1930. године. Главни пројектант је био Анри Фарман (фр. Henry Farman). Авион је конципиран као високрилац, са три мотора. Један мотор је на носном делу авиона, а остала два, интегрисана су у гондолама испод крила. Структура авиона је израђена од дрвета, а потпуно је био оплатњен са шпером. Кабина пилота и путника је заједничка, представља интегралну целину. Стајни органи, били су не увлачећи.

## Оперативна употреба
Укупно је произведен 22 авион Фарман F.300, у 8 верзија. Верзије су: F.301,F.302, F.303, F.304, F.305, F.306 и F.310. Варијанте се међусобно разликују првенствено по уграђеним моторима. Постоје три изузетка то су: варијанта F.302, F.304 и F.310. Варијанта F.302 је једномоторна и била је намењена за престиж у постизању светског рекорда, F.304 је наменски авион за велики долет (поставио је рекорд Париз - Мадагаскар и назад), и F.310 је путнички хидроавион (прекинут је програм после удеса на пробном лету). Комерцијални авиони овог типа су коришћени у путничком саобраћају Француске, Румуније и Југославије (Аеропут). Аеропут је имао само један авион Фарман F.306, набавио га је 1931. године и био је у оперативној употреби, све до удеса на подручју Љубљане 12. септембра 1933. године.

## Карактеристике авиона Фарман

### Опште
- Мотор - 3 x 180kW (240 KS) Лорен 7Ме (фр. Lorraine),
- Елисе - двокраке,
- Размах крила - 19,12
- Површина крила - 71 m²
- Дужина авиона - 13,35
- Висина авиона - 3,3
- Маса празног авиона - 2610
- Маса пуног авиона - 4350
- Носивост - 8 путника
- Посада - два члана

### Перформансе
- Максимална брзина - 230 km/h,
- Путна брзина - 196 km/h,
- Највећи долет - 975 km,
- Плафон лета 4 500 m.

## Земље у којима је коришћен овај авион
| - Француска - Румунија - Краљевина Југославија: |